# Jakub Bartkowski
Jakub Bartkowski (Łódź, 1991. november 7. –) lengyel korosztályos válogatott labdarúgó, a Warta Poznań hátvédje.

## Pályafutása

### Klubcsapatokban
Bartkowski a lengyelországi Łódź városában született. Az ifjúsági pályafutását a LKS Różyca csapatában kezdte, majd a Widzew Łódź akadémiájánál folytatta.
2011-ben mutatkozott be a Widzew Łódź felnőtt keretében. 2014-ben a Wigry Suwałkihoz, majd 2017-ben az első osztályban szereplő Wisła Krakówhoz igazolt. 2019. január 11-én szerződést kötött a Pogoń Szczecin együttesével. Először a 2019. február 15-ei, Górnik Zabrze ellen 3–1-re megnyert mérkőzés 85. percében, David Stec cseréjeként lépett pályára. Első gólját 2021. február 28-án, a Śląsk Wrocław ellen idegenben 2–1-re elvesztett találkozón szerezte meg. 2023. január 2-án a Lechia Gdańskhoz, majd 2023. július 6-án a Warta Poznańhoz írt alá.

### A válogatottban
Bartkowski az U20-as és az U21-es korosztályú válogatottakban is képviselte Lengyelországot.

## Statisztikák
2023. július 21. szerint
| Klub           | Szezon   | Osztály     | Bajnokság | Bajnokság | Kupa és Ligakupa | Kupa és Ligakupa | Nemzetközi | Nemzetközi | Összesen | Összesen |
| Klub           | Szezon   | Osztály     | Meccs     | Gól       | Meccs            | Gól              | Meccs      | Gól        | Meccs    | Gól      |
| -------------- | -------- | ----------- | --------- | --------- | ---------------- | ---------------- | ---------- | ---------- | -------- | -------- |
| Wisła Kraków   | 2016–17  | Ekstraklasa | 2         | 0         | 0                | 0                | —          | —          | 2        | 0        |
| Wisła Kraków   | 2017–18  | Ekstraklasa | 17        | 2         | 0                | 0                | —          | —          | 17       | 2        |
| Wisła Kraków   | 2018–19  | Ekstraklasa | 18        | 1         | 1                | 0                | —          | —          | 19       | 1        |
| Wisła Kraków   | Összesen | Összesen    | 37        | 3         | 1                | 0                | 0          | 0          | 38       | 3        |
| Pogoń Szczecin | 2018–19  | Ekstraklasa | 13        | 0         | 0                | 0                | —          | —          | 13       | 0        |
| Pogoń Szczecin | 2019–20  | Ekstraklasa | 25        | 0         | 2                | 0                | —          | —          | 27       | 0        |
| Pogoń Szczecin | 2020–21  | Ekstraklasa | 21        | 1         | 1                | 0                | —          | —          | 22       | 1        |
| Pogoń Szczecin | 2021–22  | Ekstraklasa | 27        | 1         | 1                | 1                | 2          | 0          | 30       | 2        |
| Pogoń Szczecin | 2022–23  | Ekstraklasa | 14        | 1         | 1                | 0                | 4          | 1          | 19       | 2        |
| Pogoń Szczecin | Összesen | Összesen    | 100       | 3         | 5                | 1                | 6          | 1          | 111      | 5        |
| Lechia Gdańsk  | 2022–23  | Ekstraklasa | 16        | 1         | 0                | 0                | —          | —          | 16       | 1        |
| Warta Poznań   | 2023–24  | Ekstraklasa | 1         | 0         | 0                | 0                | —          | —          | 1        | 0        |
| Összesen       | Összesen | Összesen    | 154       | 7         | 6                | 1                | 6          | 1          | 166      | 9        |